# Amerikai ősbölény
Az amerikai ősbölény (Bison antiquus) az emlősök (Mammalia) osztályának párosujjú patások (Artiodactyla) rendjébe, ezen belül a tülkösszarvúak (Bovidae) családjába és a tulokformák (Bovinae) alcsaládjába tartozó fosszilis faj.

## Előfordulása
Az amerikai ősbölény előfordulási területe a mai Észak-Amerika területe volt. Az állat a késő pleisztocén és a kora holocén korszakok között élt, azaz 24 000-10 000 évvel ezelőtt. Ezt az állatot az amerikai bölény (Bison bison) egyenes ősének tartják, a Bison occidentalisszal együtt, bár mások szerint a B. occidentalis is az amerikai ősbölény leszármazottja.

## Kifejlődése
Ez az állat a hosszúszarvú bölényből (Bison latifrons) fejlődhetett ki, amikor is annak az óriás patás állatnak az életfeltételek megnehezedtek. A kisebb amerikai ősbölény jobban alkalmazkodott az újabb körülményekhez; sőt olyan jól érezte magát a pleisztocén végi „Észak-Amerikában”, hogy a mai kaliforniai La Brea kátránytóban ez a leggyakoribb nagytestű emlős maradvány. A B. latifrons kihalása után a B. antiquus nagy számban élt a kontinens egyes részein 18 000-től körülbelül 10 000 évvel ezelőttig.

## Megjelenése
A mai bölényekhez képest az amerikai ősbölény koponyája és szarvai nagyobbak voltak, marja pedig magasabban ült; becslések szerint 15-25 százalékkal nagyobb lehetett. Körülbelül 4,6 méter hosszú, 2,27 méter marmagasságú és 1588 kilogramm testtömegű volt. A szarvhegyek között körülbelül 90-99 centiméter távolság volt.

## Képek

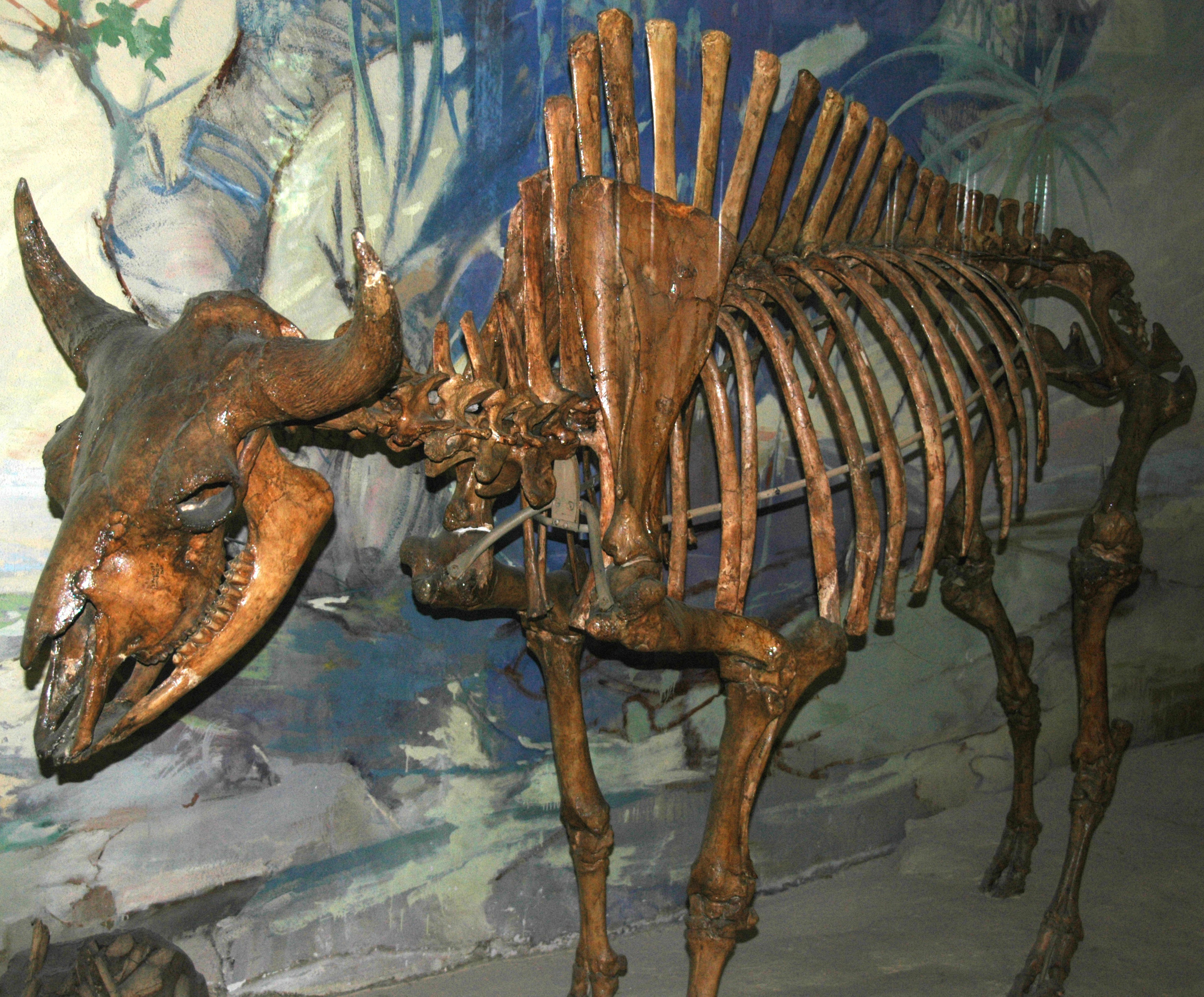
Csontváza
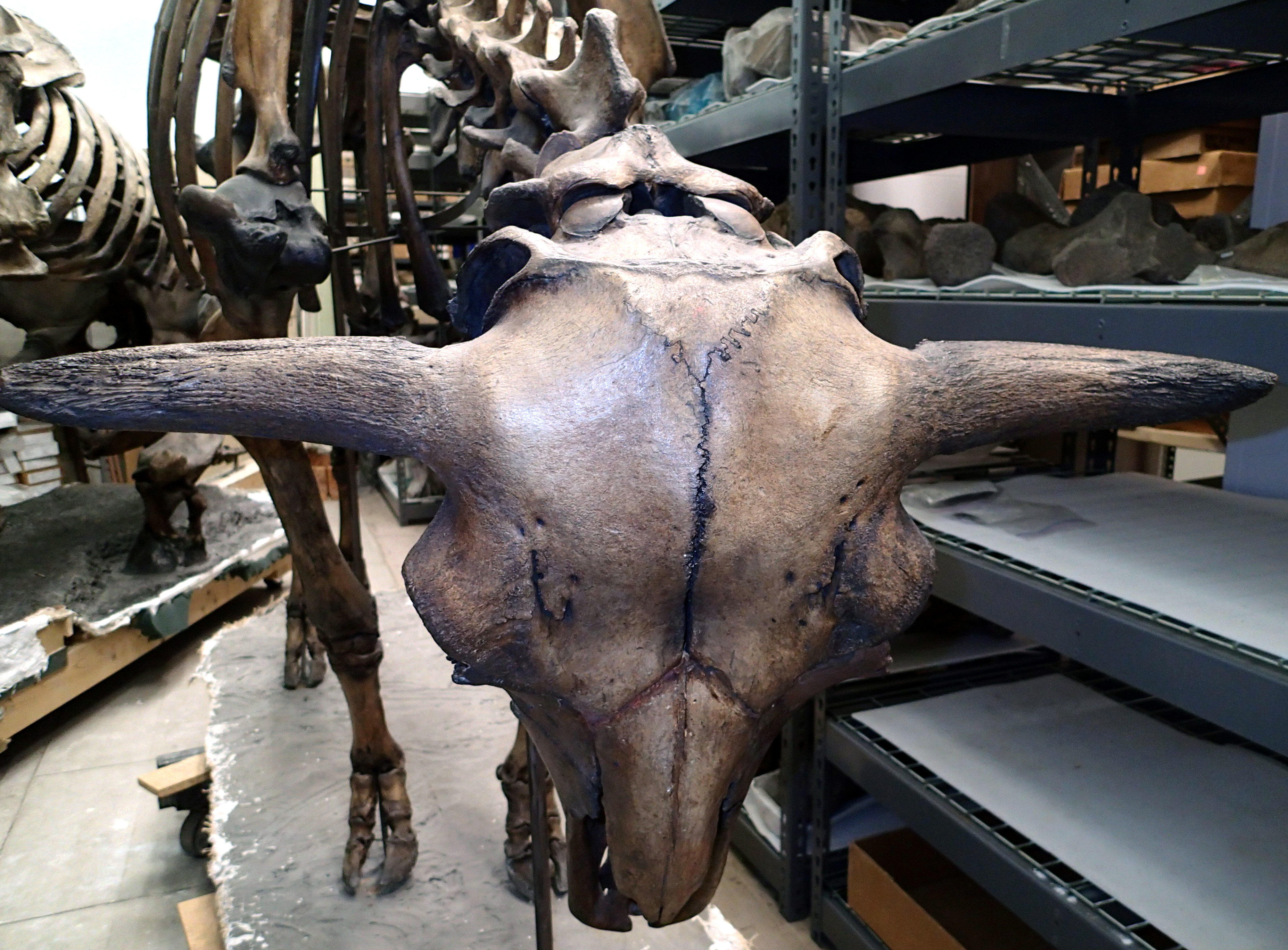
A koponya teteje és szarvai
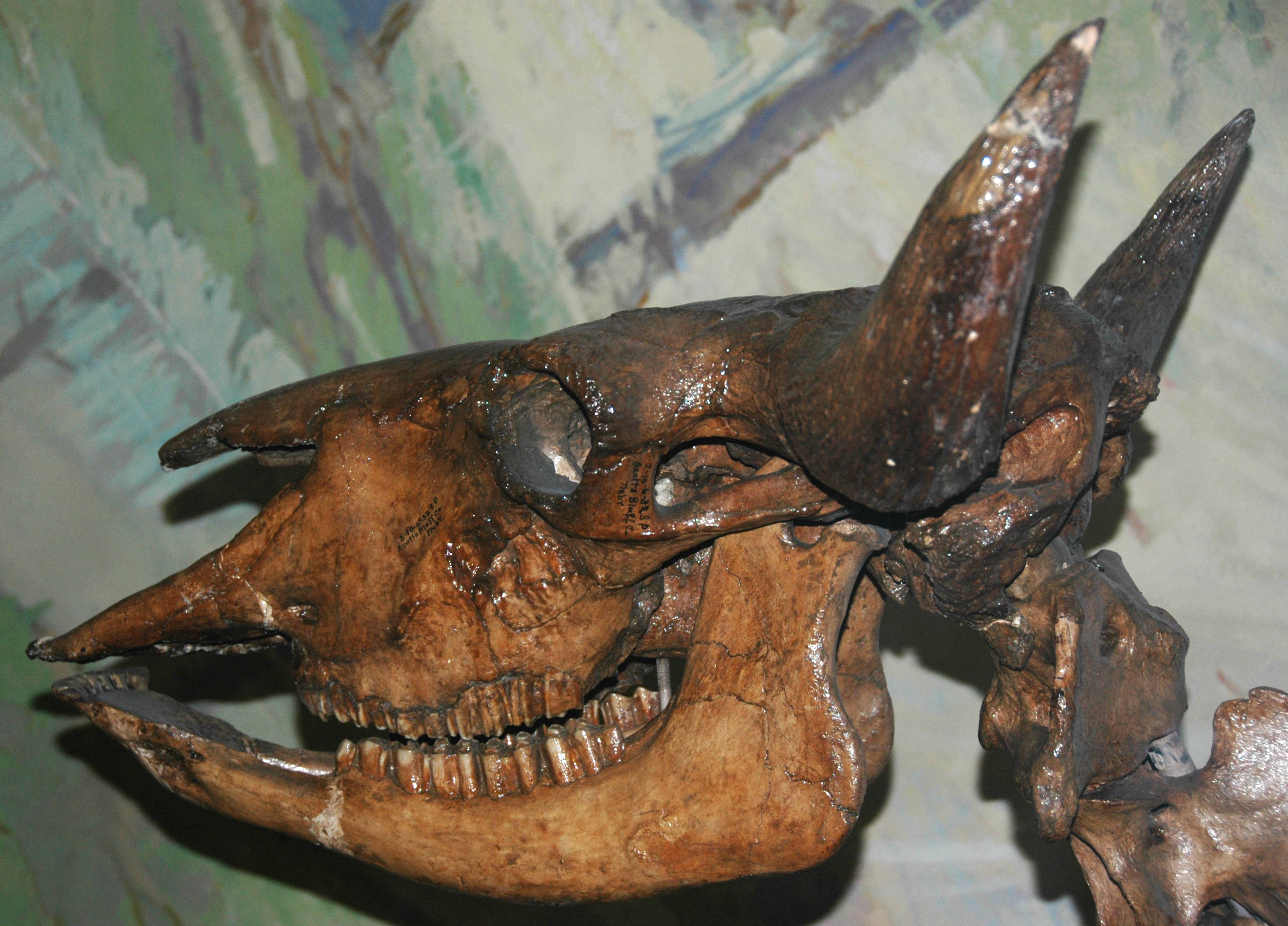

## Fordítás
- Ez a szócikk részben vagy egészben  a   Bison antiquus című angol Wikipédia-szócikk ezen változatának fordításán alapul.  Az eredeti cikk szerkesztőit annak laptörténete sorolja fel. Ez a jelzés csupán a megfogalmazás eredetét és a szerzői jogokat jelzi, nem szolgál a cikkben szereplő információk forrásmegjelöléseként.